# 高丽共产党
高丽共产党（韓語：고려공산당）是1921年在中国上海和俄罗斯伊尔库茨克（全俄高丽共产党）组建的共产主义政党，创始人为李东辉。由于派系斗争，进而引发自由市惨变，该组织于1922年在共产国际的命令下解散，其余部分并入共产国际远东部高丽局。